# Betina
Betina falu Horvátországban Šibenik-Knin megyében. Közigazgatásilag Tisnóhoz tartozik.

## Fekvése

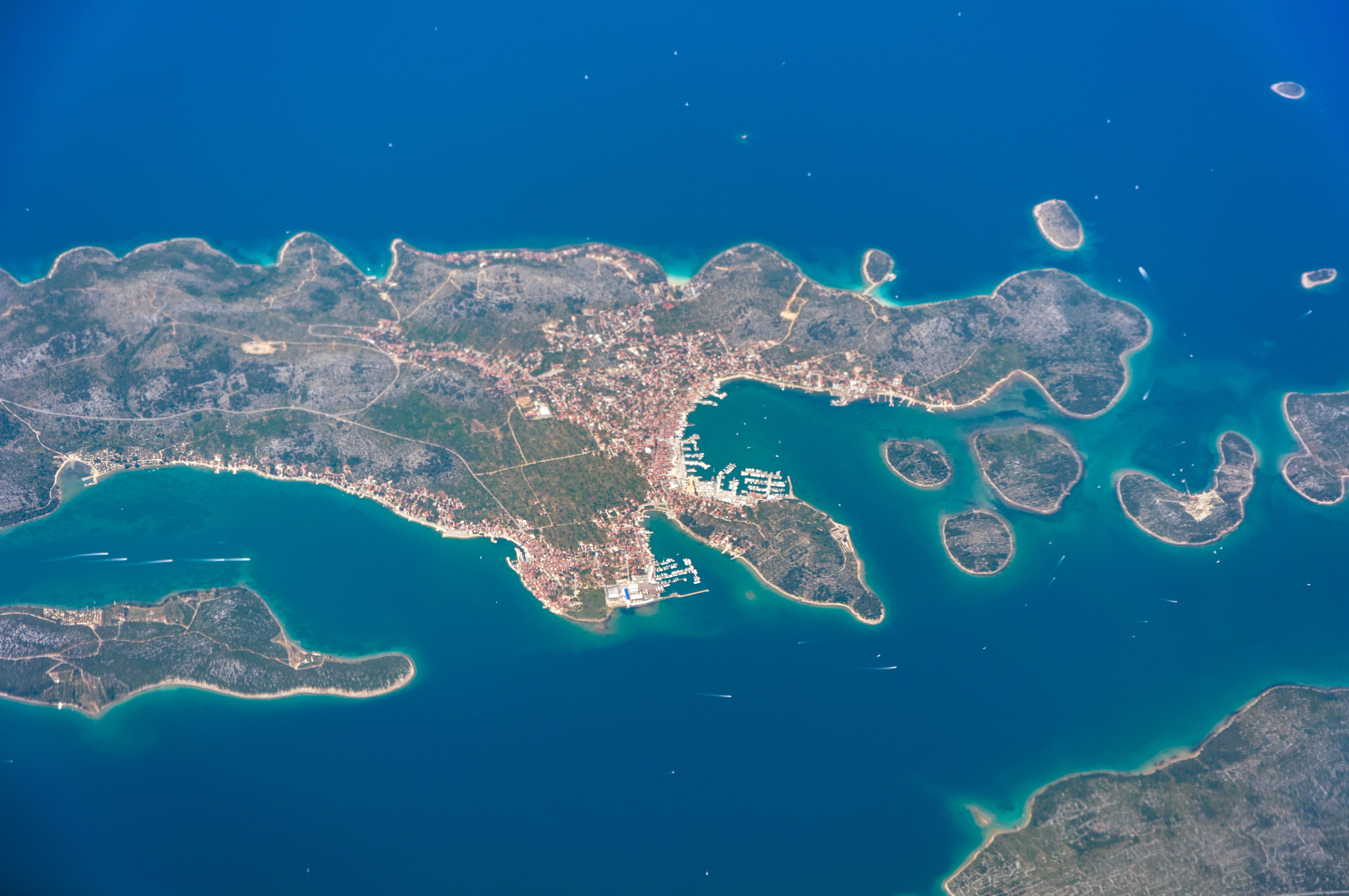
A Murter-sziget északnyugati része Betinával és Murterrel.

Šibenik központjától légvonalban 25, közúton 34 km-re északnyugatra, községközpontjától 6 km-re északnyugatra Dalmácia középső részén, a Murter-sziget északi részén egy északkeletre néző öbölben fekszik. A település az Adria parti főúttól (Jadranske magistrale D8) 13 km-re a D12-es főúton Tisnón át érthető el. 

## Története
A Murter-sziget területe már az ókorban is lakott volt. Krsto Stošić „Sela šibenskog kotara”, azaz a „Šibeniki körzet falvai” című 1941-ben megjelent művében felhívja a figyelmet, hogy a Murtar- (sv. Nikola) öböl feletti, ma szőlőkkel, gyümölcsösökkel és olajfákkal borított magaslaton az ókorban az illírek vára állt, amely az öböl feletti őrhelyként szolgált. Ez vár lett később a betelepülő horvátok ajkán előbb a hegy, az öböl majd az egész sziget névadója, mivel a „Mor – tar” jelentése tengeri erőd volt. A római korban a mai Betina és Murter települések között állt Colentum városa, ahol szétszórtan számos, gazdagon díszített római villa maradványa maradt fenn freskókkal és mozaikpadlókkal. Közelében 6. századi ókeresztény templom áll, mely ma a temetőben található. Plitka Vala nevű településrészén római villa rustica és temető maradványai kerültek elő.
Betina első írásos említése 1423-ból származik, amikor 8 házban 15 személy élt a településen. Neve a kelta „bet” főnévből származik, mely szájat, torkolatot jelent és a betinai kikötő folyótorkolatra emlékeztető formájával állhat kapcsolatban. A 15. században épült a valószínűleg Assisi Szent Ferencnek szentelt első temploma is, mivel szolgálatát a közeli Sustipanac-sziget ferences kolostorának szerzetesei látták el. 1514-ben kezdte el építeni Ivan Hrelić mester azt a tornyot, mely a betinai partnak a szárazföld felé kiugró részén állt és a török elleni védelmet szolgálta. A 16. században Vránából menekült családok érkeztek ide. A legtöbben 1573-ban jöttek, miután a török elfoglalta településüket. 1597-ben Betinán 16 ház állt. A mai templomot 1601-ben építették barokk stílusban. 1678-ban már 52 család, mintegy 350 fő élt a településen. Ebben az időben a sziget legnagyobb része még olaj- és fügefákkal volt borítva, így a lakosság fő gazdasági tevékenységét is ez határozta meg. Mára sajnos helyettük már eluralkodott a fenyő, a macchia és az alacsonyabb növényzet. A földművelés helyett a lakosság később a halászatból és állattartásból élt. 1797-ben a Velencei Köztársaság megszűnésével a Habsburg Birodalom része lett. 1806-ban Napóleon csapatai foglalták el és 1813-ig francia uralom alatt állt. 1842-ben horvát és olasz nyelvű alapiskola nyílt a településen. A település hajóépítő mestereiről is híres volt. Az első családi hajóépítő üzemet még 1740-ben alapította a Korčuláról áttelepült Paško Filipi. 1848-ban nyitották meg az abban a korban nagyon modern hajógyárat és a hajóépítés hagyománya a mai napig is tart, bár a gyár technikai okok miatt csak háromszáz tonnáig tud hajókat építeni és javítani. 1865-ben nyílt meg az első horvát olvasókör. A század végén megalapították a település kulturális és művészeti egyesületét, a Zorát, amely a legrégibb ilyen egyesület a megyében. 1902-ben megalakult a helyi Hrvatski Sokol egyesület, mely 1930-ban szűnt meg. A településnek 1857-ben 855, 1910-ben 1371 lakosa volt. Az I. világháború után rövid ideig az Olasz Királyság, ezután a Szerb-Horvát-Szlovén Királyság, majd Jugoszlávia része lett. 1950-ben megalapították a „Žal” vitorlásklubot, 1953-ban pedig a „Brodograditelj” vízilabdaklubot. Lakossága 2011-ben 697 fő volt. Fő megélhetési forrásuk ma már a turizmusból származik. A település kikötője a Marina Betina lehetővé teszi a tengeri turizmus fejlődését is.

## Lakosság

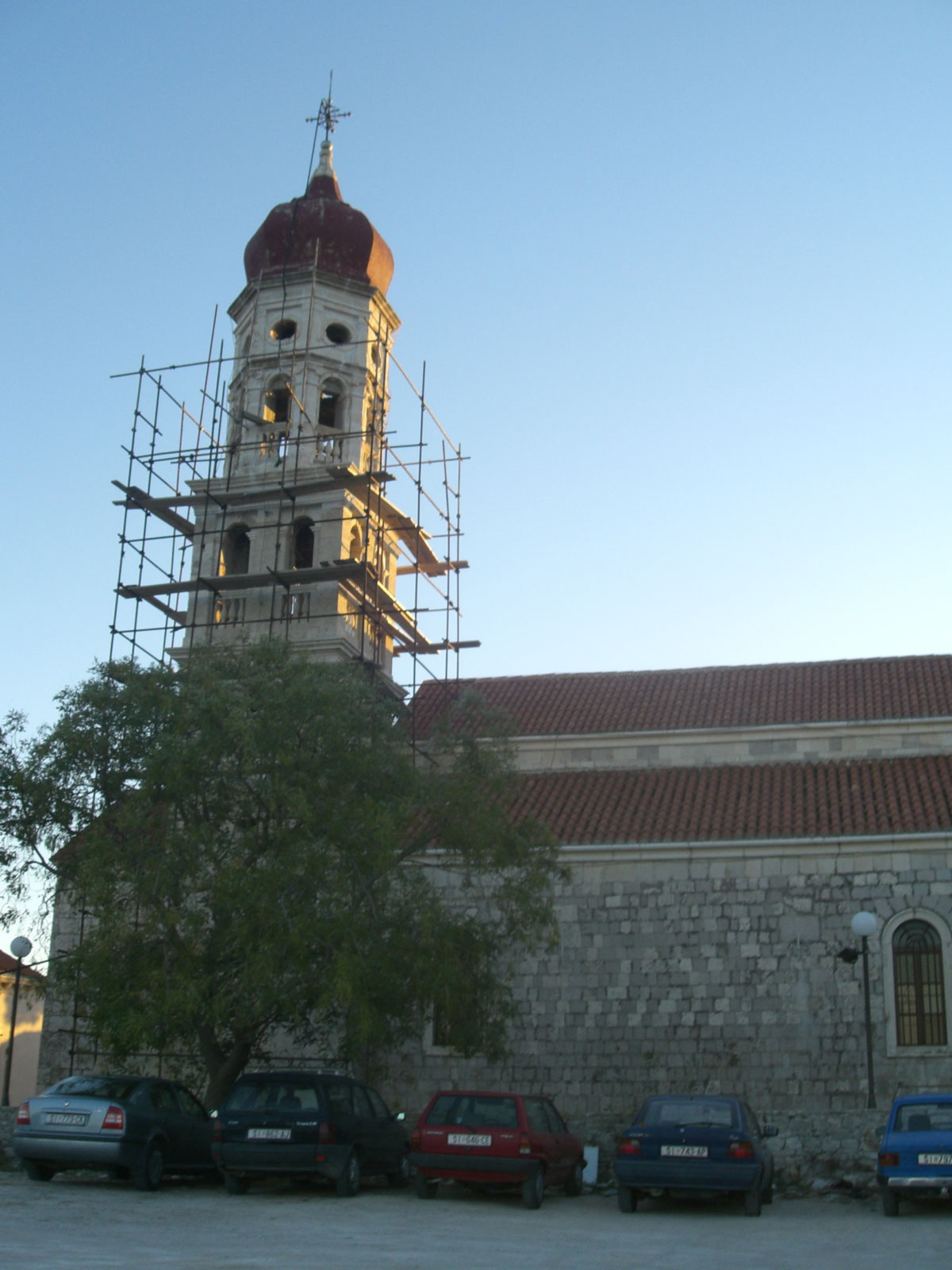
A betinai Szent Ferenc templom

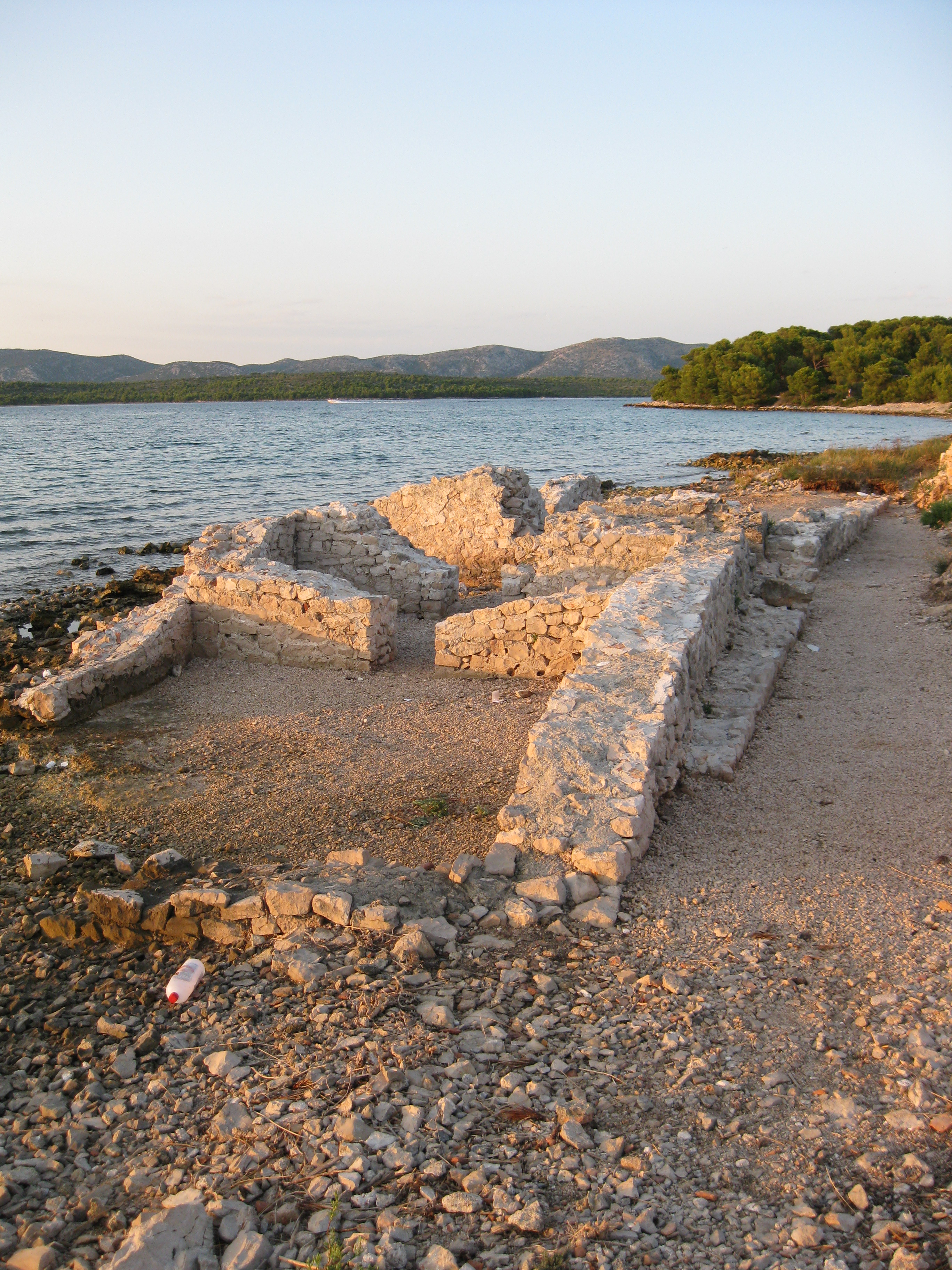
Colemtum városának romjai

| Lakosság változása | Lakosság változása | Lakosság változása | Lakosság változása | Lakosság változása | Lakosság változása | Lakosság változása | Lakosság változása | Lakosság változása | Lakosság változása | Lakosság változása | Lakosság változása | Lakosság változása | Lakosság változása | Lakosság változása | Lakosság változása |
| ------------------ | ------------------ | ------------------ | ------------------ | ------------------ | ------------------ | ------------------ | ------------------ | ------------------ | ------------------ | ------------------ | ------------------ | ------------------ | ------------------ | ------------------ | ------------------ |
| 1857               | 1869               | 1880               | 1890               | 1900               | 1910               | 1921               | 1931               | 1948               | 1953               | 1961               | 1971               | 1981               | 1991               | 2001               | 2011               |
| 855                | 2206               | 1024               | 1139               | 1244               | 1371               | 1505               | 1484               | 1200               | 1177               | 1024               | 988                | 767                | 813                | 774                | 697                |

## Nevezetességei
- Assisi Szent Ferencnek szentelt temploma[6] 1601-ben épült barokk stílusban. Elődje egy 15. századi templom lehetett, melyről történeti források szólnak. Harangtornyát 1736-ban építették, a šibeniki Giovanni Scocco mester munkája.[3] Oltárai közül említésre méltó a 18. században készült barokk oltár a Rózsafüzér királynőjének képével és a Szent József oltár a Gyógyító boldogasszony képével.
- Hrelić tornyát 1514-ben építette a török ellen Ivan Hrelić mester.[3] Mára a félkör alakúvá csonkított torony egy magán lakóház részét képezi.
- A betinai temetőben áll a 6. században épített Gradinai boldogasszony templom. A 17. században félköríves apszissal bővítették és barokk stílusban építették át. Ekkor nyerte el mai formáját. Egyhajós épület, homlokzata felett pengefalú harangtoronnyal, benne két haranggal.
- A település központja közelében Plitka Valán a tengerparton római villa rustica és temető maradványai találhatók.[3][7]
- Betina és Murter között a temető mellett találhatók Colentum római város maradványai. Az itt kiásott régészeti leletek, római pénzek, használati tárgyak, mozaikok stb. a zárai régészeti múzeumban találhatók.[3]
- Egy régi olajprésmalom ma vendéglátóhelyként működik. Benne kiállítás tekinthető meg a malom berendezéséből és a régi használati tárgyakból.
- Betina régi településmagja ma is több középkori eredetű házat őriz. A Paškvalin család régi lakóháza 1461-ben épült.
- Ősi hagyomány a betinai gajeta építésének művészete.[8] A betinai gajeta egy fából készült hajó, amelynek hosszúsága 5-8 méter között változik, szélessége 2 - 2,60 m. A gajeta alapvető hajtóeszköze a vitorla. Az itteni hajóépítés művészetének történelmi gyökerei 1745-ig nyúlnak vissza, amikor Paško Filipi korčulai hajóépítő Betinára költözött és fiaival hajóépítő műhelyt alapított. Az építés művészete a 18. század közepétől lényegében a mai napig változatlan maradt. E hajótípus néhány tipikus, felismerhető jellemzője az evezők markolata (sohe), mely jellegzetesen U alakú. További felismerhető részlet a "skála", amely a belépést könnyítette meg a fedélzetre. Ennek a hajótípusnak az volt az elsődleges feladata, hogy különböző típusú rakományokat (élelmiszereket, mezőgazdasági termékeket, állatokat, házépítő anyagokat stb.) szállítson, ugyanakkor halászhajóként is szolgált. A gajeta egyúttal családi hajó volt, így minden családtagnak, nőknek, gyerekeknek és időseknek egyaránt tudnia kellett, hogyan kell üzemeltetni. Emiatt több hajó kombinációjának kellett lennie, melyet csak a helyi kézművesek tudtak megalkotni. Ez a hajógyártás nagymértékben befolyásolta Murter szigetének fejlődését és külső képét, mert dokkokat, raktárakat és hajógyártó műhelyeket építettek. A hajóépítés fejlődésével párhuzamosan különböző népszokások és táncok ("Kolo od kanate") is kialakultak. Közvetlenül kapcsolódik ehhez a művészethez a "Tarci Szűzanya" ünnepe, amikor a helyiek egyfajta ünnepélyes hajós felvonulással mennek a kornati Tarci Szűzanya kis templomához.

## Kultúra
Betina kulturális és művészeti egyesülete a „Zora”, amely sok évtizedes munkájával őrzi és ápolja a település kulturális hagyományait. Másik művészeti egyesülete a „Kutak” zenekar, amely a modern és progresszív zene fejlődéséhez járul hozzá. A település központi terén minden nyáron megrendezik a „Dan Brganje” folklór és népi fesztivált.

## Sport
A település sportegyesületei a „Betina” bowlingklub,  a „Kalafat” kispályás labdarúgóklub, a „Brodograditelj” vízilabdaklub, a „Žal” vitorlásklub és a „Betina” női kispályás labdarúgóklub.